# رالف شنايدر
رالف شنايدر (بالألمانية: Ralf Schneider)‏ (25 أغسطس 1986 بلانغن في ألمانيا - ) هو لاعب كرة قدم ألماني في مركز الوسط. لعب مع آينتراخت فرانكفورت وإف إس في فرانكفورت وروت فايس أوبرهاوزن وEintracht Frankfurt II ‏ وSC Hessen Dreieich ‏ وفرانكفورت 2 ‏.

## وصلات خارجية
- رالف شنايدر على موقع قاعدة بيانات كرة القدم.إي يو (الإنجليزية)
- رالف شنايدر على موقع بيانات كرة القدم. دي إي (الألمانية)